# Stepan Nikouline
Pour les articles homonymes, voir Nikouline.
Stepan Andreïevitch Nikouline - en russe : Степан Андреевич Никулин et en anglais : Stepan Nikulin - (né le 17 mars 2001 à Iaroslavl dans l'oblast de Iaroslavl en Russie) est un joueur professionnel russe de hockey sur glace. Il évolue au poste d'attaquant.

## Biographie

### Carrière en club
Formé au Lokomotiv Iaroslavl, il débute en junior avec le Loko dans la MHL en 2018. En 2021, il joue ses trois premiers matchs dans la KHL avec le Lokomotiv Iaroslavl avant d'être prêté au Molot Perm dans la VHL. En 2021-2022, il s'impose comme titulaire au Lokomotiv. Il remporte la Coupe Gagarine 2025 avec le Lokomotiv Iaroslavl.

## Statistiques

### En club
| Saison    | Équipe                 | Ligue |                   | Saison régulière  | Saison régulière  | Saison régulière  | Saison régulière  | Saison régulière |    | Séries éliminatoires | Séries éliminatoires | Séries éliminatoires | Séries éliminatoires | Séries éliminatoires |
| Saison    | Équipe                 | Ligue | PJ                | B                 | A                 | Pts               | Pun               | PJ               | B  | A                    | Pts                  | Pun                  |                      |                      |
| 2018-2019 | Loko-Iounior Iaroslavl | NMHL  | 22                | 9                 | 16                | 25                | 20                | 6                | 2  | 0                    | 2                    | 2                    |                      |                      |
| 2018-2019 | Loko Iaroslavl         | MHL   | 32                | 8                 | 8                 | 16                | 8                 | -                | -  | -                    | -                    | -                    |                      |                      |
| 2019-2020 | Loko Iaroslavl         | MHL   | 57                | 14                | 18                | 32                | 38                | 3                | 0  | 0                    | 0                    | 0                    |                      |                      |
| 2020-2021 | Loko Iaroslavl         | MHL   | 59                | 33                | 41                | 74                | 42                | 16               | 12 | 2                    | 14                   | 10                   |                      |                      |
| 2020-2021 | Loko-Iounior Iaroslavl | NMHL  | 1                 | 0                 | 0                 | 0                 | 0                 | -                | -  | -                    | -                    | -                    |                      |                      |
| 2021-2022 | Lokomotiv Iaroslavl    | KHL   | 3                 | 0                 | 0                 | 0                 | 0                 | -                | -  | -                    | -                    | -                    |                      |                      |
| 2021-2022 | Molot Perm             | VHL   | 41                | 11                | 12                | 23                | 16                | 5                | 0  | 1                    | 1                    | 2                    |                      |                      |
| 2022-2023 | Lokomotiv Iaroslavl    | KHL   | 61                | 14                | 19                | 33                | 16                | 12               | 2  | 4                    | 6                    | 2                    |                      |                      |
| 2023-2024 | Lokomotiv Iaroslavl    | KHL   | 53                | 8                 | 11                | 19                | 8                 | 19               | 3  | 5                    | 8                    | 10                   |                      |                      |
| 2024-2025 | Lokomotiv Iaroslavl    | KHL   | Saison en cours ? | Saison en cours ? | Saison en cours ? | Saison en cours ? | Saison en cours ? |                  |    |                      |                      |                      |                      |                      |